# Aglaenita similis
Aglaenita similis är en insektsart som beskrevs av Chiamolera och Rodney Ramiro Cavichioli 2003. Aglaenita similis ingår i släktet Aglaenita och familjen dvärgstritar. Inga underarter finns listade i Catalogue of Life.